# Шоу, Клей
Клей Лавернь Шоу (англ. Clay LaVergne Shaw; 17 марта 1913, Кентвуд, Луизиана, США — 15 августа 1974, Новый Орлеан, Луизиана) — американский предприниматель, офицер армии США, осведомитель ЦРУ. Наиболее известен как единственный человек, привлечённый к суду за причастность к убийству Джона Ф. Кеннеди.
На судебном процессе, который пресса окрестила его именем, в 1969 году был оправдан присяжными. Фигурант теорий заговора относительно убийства Кеннеди.

## Биография
Клей Шоу родился в городе Кентвуд, штат Луизиана, в семье Гларис Ленора Шоу, маршала США, и Элис Шоу. Когда Шоу было пять лет, его семья переехала в Новый Орлеан, где он поступил в среднюю школу имени Уоррена Истона. В школе познакомился со Стюартом Коттманом, с которым писал пьесы. Наиболее известная из работ Шоу, «Под водой», вышла отдельной книгой в 1929 году.
После окончания средней школы в 1928 году Шоу устроился в Western Union на должность управляющего одного из отделений компании в Новом Орлеане. В 1935 году фирма перевела его в Нью-Йорк, где он стал районным управляющим. Желая продолжить карьеру писателя, поступил в Колумбийский университет в Нью-Йорке. Затем уволился из Western Union и, желая сделать карьеру в сфере связей с общественностью, начал работать в лекционном бюро.
В начале Второй мировой войны поступил на службу в вооружённые силы США. Служил в Медицинском корпусе армии США — сначала рядовым, позже был произведён в офицеры. Впоследствии переведён в Корпус квартирмейстеров армии США и прикомандирован к британскому Генеральному штабу. После вторжения в Нормандию проходил службу во Франции и Бельгии. Имел награды трёх государств: Соединённых Штатов — Орден «Легион почёта» и Бронзовую звезду, Франции — Военный крест, Бельгии — орден Короны. В 1946 году Шоу вышел в отставку в звании майора. Впоследствии был также награждён французским орденом «За заслуги».
После войны Шоу вернулся в Новый Орлеан, где участвовал в создании Международной торговой ярмарки. Занимался благотворительностью, был известен в Новом Орлеане усилиями по сохранению зданий в историческом французском квартале города.
Шоу был заядлым курильщиком и умер в возрасте 61 года от рака лёгких в своём доме 15 августа 1974 года. Похоронен на кладбище Вудленд на своей малой родине в Кентвуде, штат Луизиана.

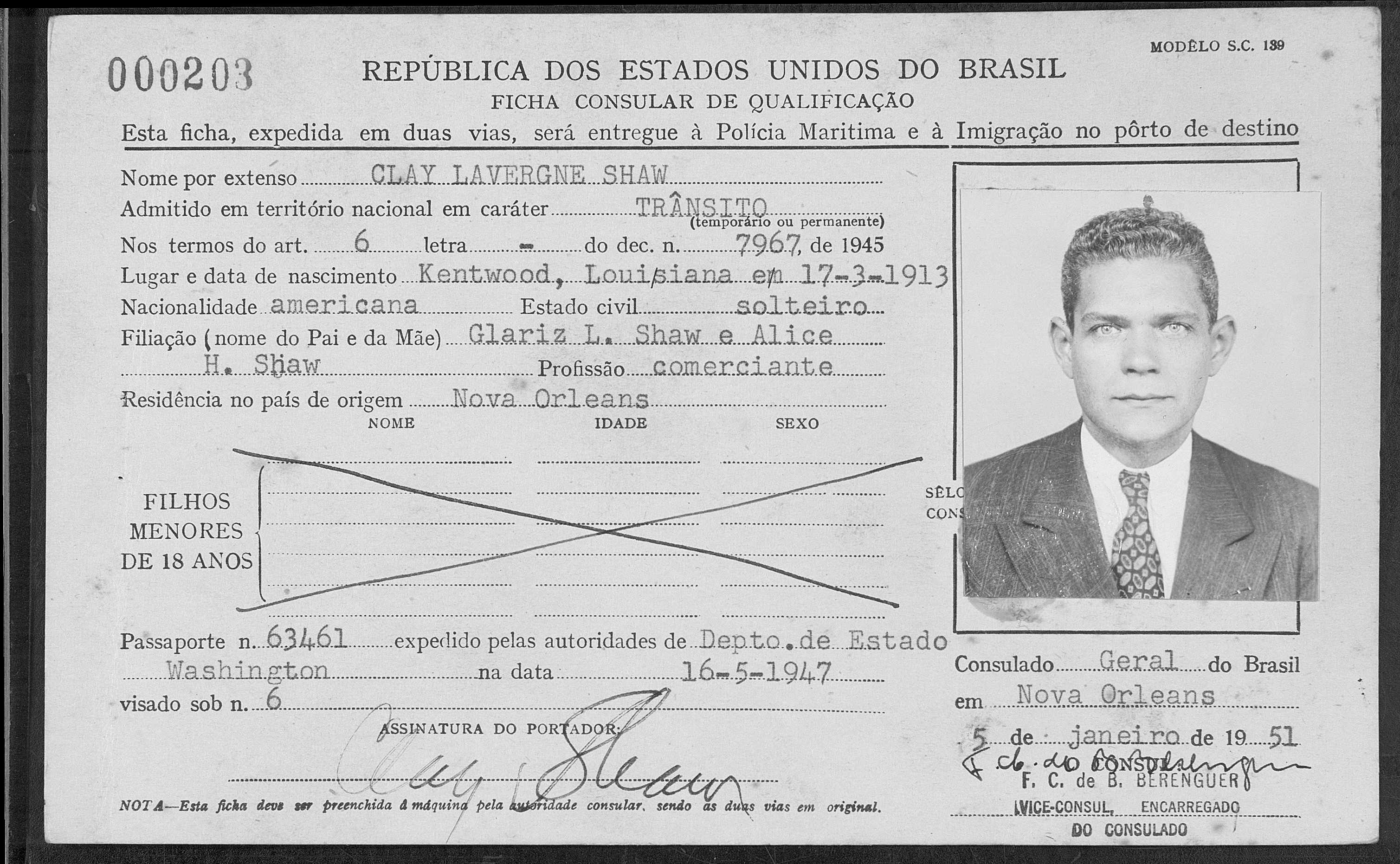
Миграционная карта Клея Шоу для посещения Бразилии, 1951 год

В 1979 году Ричард Хелмс, бывший директор Центрального разведывательного управления США, показал под присягой, что Шоу был осведомителем Службы внутренних контактов (DCS) ЦРУ. Шоу добровольно предоставлял ЦРУ информацию о своих поездках за границу, в основном — в Латинскую Америку. По архивным данным, к середине 1970-х годов около 150 000 американцев (бизнесменов, журналистов и т. д.) предоставили такую информацию DCS «на несекретной основе». Представителями ЦРУ подчёркивается, что «такие акты сотрудничества не следует путать с реальными отношениями с Управлением».

## Обвинения в убийстве Кеннеди
В 1967 году окружной прокурор Нового Орлеана Джим Гаррисон предъявил Шоу обвинение в том, что он и группа активистов, включая Дэвида Ферри и Гая Банистера, совместно с сотрудниками ЦРУ были вовлечены в заговор с целью убийства 35-го президента США Джона Ф. Кеннеди. 1 марта 1967 года Шоу был арестован. К тому времени Банистер и Ферри уже скончались. Гаррисон полагал, что Шоу был человеком, которого в отчёте комиссии Уоррена по расследованию убийства называли «Клэй Бертран». На суде прокурор Гаррисон заявил, что Шоу использовал псевдоним «Клэй Бертран» в гей-сообществе Нового Орлеана.
Во время суда, который проходил в январе и феврале 1969 года, главным свидетелем обвинения стал страховой агент Перри Руссо. Руссо показал, что он присутствовал на вечеринке в квартире активиста, выступающего против Кастро, Дэвида Ферри. На вечеринке якобы присутствовали Ли Харви Освальд (который, по словам Руссо, был представлен ему как «Леон Освальд»), Ферри и некий «Клэй Бертран» (которого Руссо опознал в зале суда как Шоу), которые обсуждали убийство Кеннеди. В разговоре они обсуждали планы устроить «перекрёстный огонь», а также возможные алиби для участников убийства.
Собственные записи Гаррисона демонстрируют, что показания Руссо время от времени менялись. Одним из ключевых доказательств на процессе явилась «записка Скиамбры» — запись первого допроса Руссо, которую выполнил помощник прокурора Гаррисона Эндрю Скиамбра. В первоначальных показаниях Руссо не упоминается вечеринка, на которой обсуждалось убийство, и утверждается, что Руссо дважды встречался с Шоу, при этом на вечеринках, по словам Руссо, они не встречались.
1 марта 1969 года Шоу был оправдан судом присяжных. Для вынесения вердикта им потребовалось менее часа.
Шоу отрицал какую-либо причастность к убийству Кеннеди и дал ему следующую характеристику: «Я был большим поклонником Кеннеди. Я думал, что он дал стране новый поворот после довольно скучных лет правления Эйзенхауэра. Я чувствовал, что он [Кеннеди] был глубоко обеспокоен социальными проблемами, которые волновали и меня. Я думал, что у него есть молодость, воображение, стиль и энтузиазм. В общем, я считал его великолепным президентом».

## В культуре
Томми Ли Джонс сыграл Шоу в фильме Оливера Стоуна «Джон Кеннеди» 1991 года. За эту роль он был номинирован на премию «Оскар» за лучшую мужскую роль второго плана.